# Baitul Futuh
Baitul Futuh (en árabe: Casa de las victorias) es una mezquita situada en el barrio de Morden, en Merton, Londres, Reino Unido. Se trata de la mezquita más grande de Europa occidental; fue construida y es mantenida por la comunidad Ahmadía. La mezquita fue inaugurada el 3 de octubre de 2003 por Mirza Masrur Ahmad, cabeza de la comunidad.
La comunidad ahmadía nació a finales del siglo XIX en la India británica, y fue fundada por Mirza Ghulam Ahmad. Una de las características de esta rama del islam -aunque buena parte de los musulmanes les considera no islámicos-, es la voluntad de su fundador de expandir la fe islámica en Occidente, replicando los métodos misionales de las iglesias cristianas en la India de su época. Por eso, muchas de las primeras mezquitas construidas en países occidentales suelen haber sido levantadas por esta comunidad.

## Galería

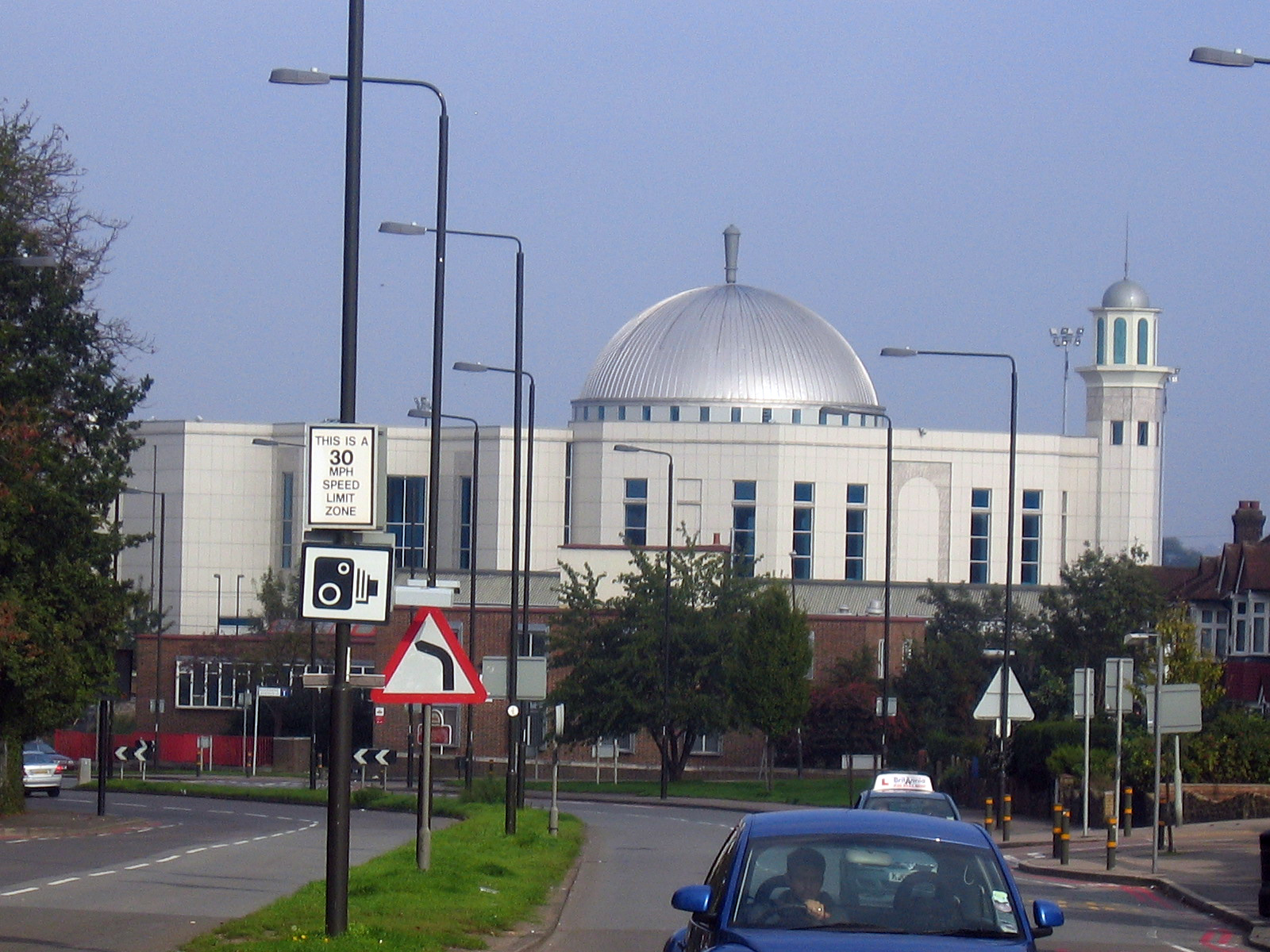
Mezquita vista por la London Road
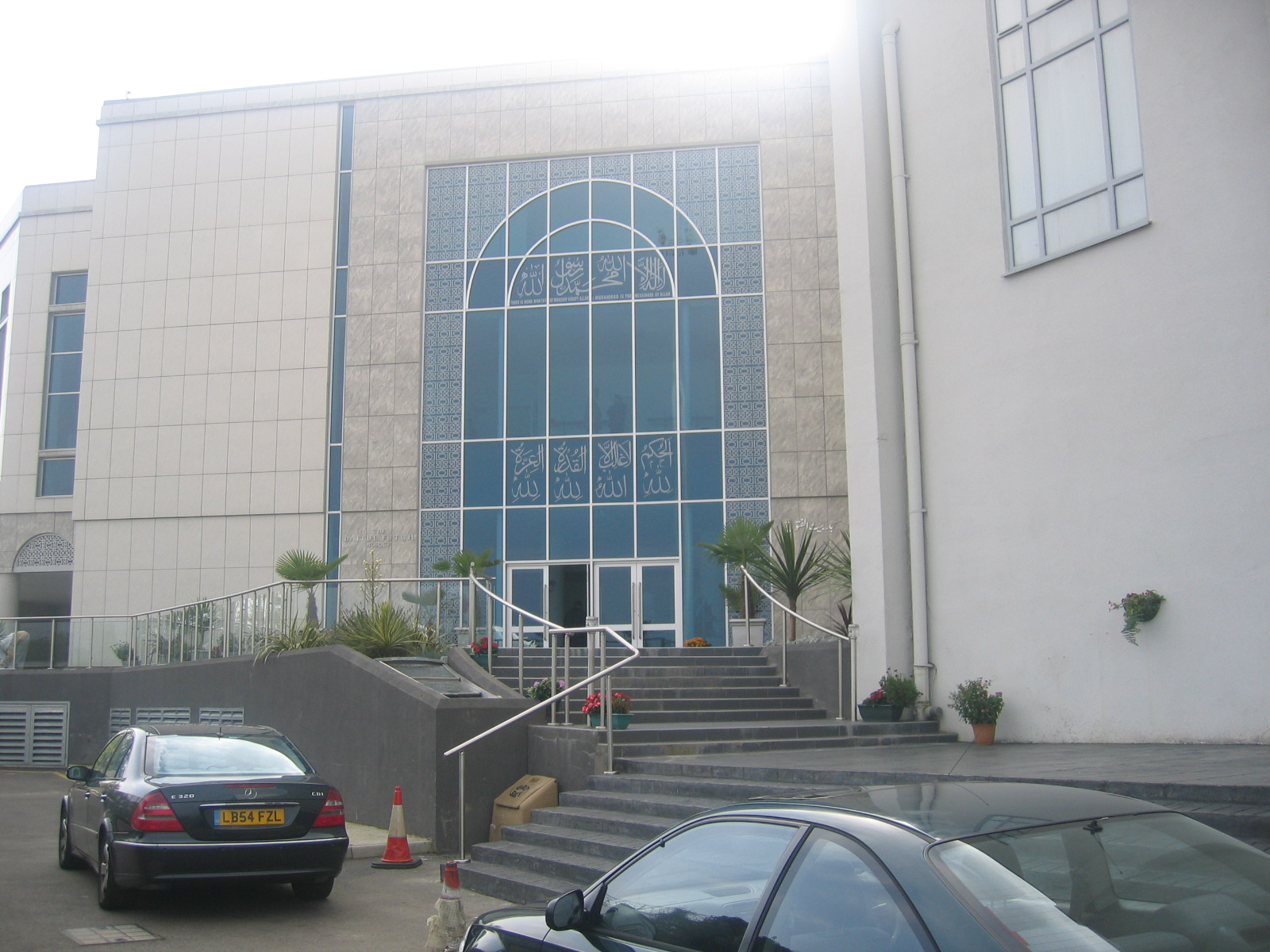
Puerta principal
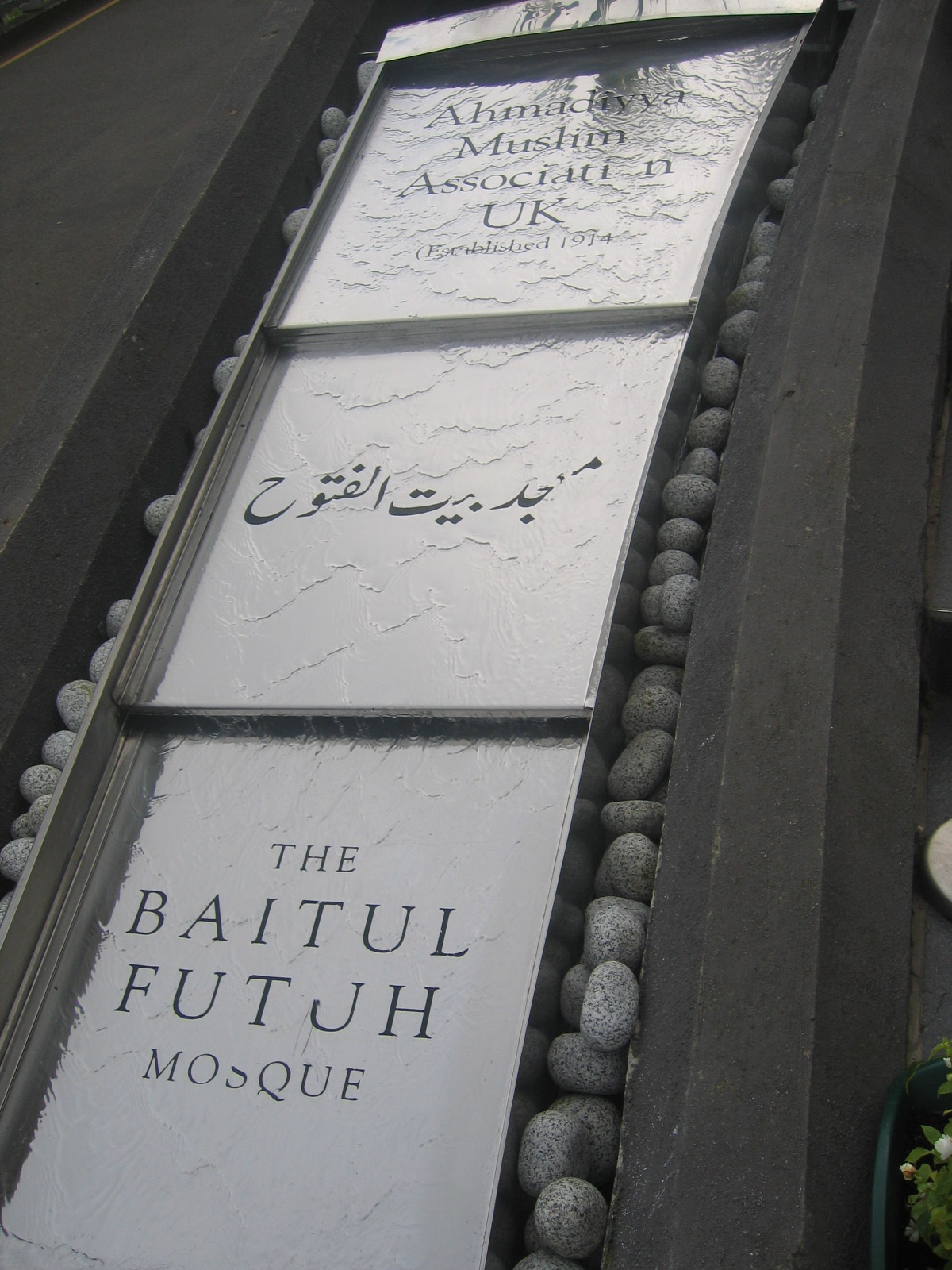
Detalle de la puerta principal
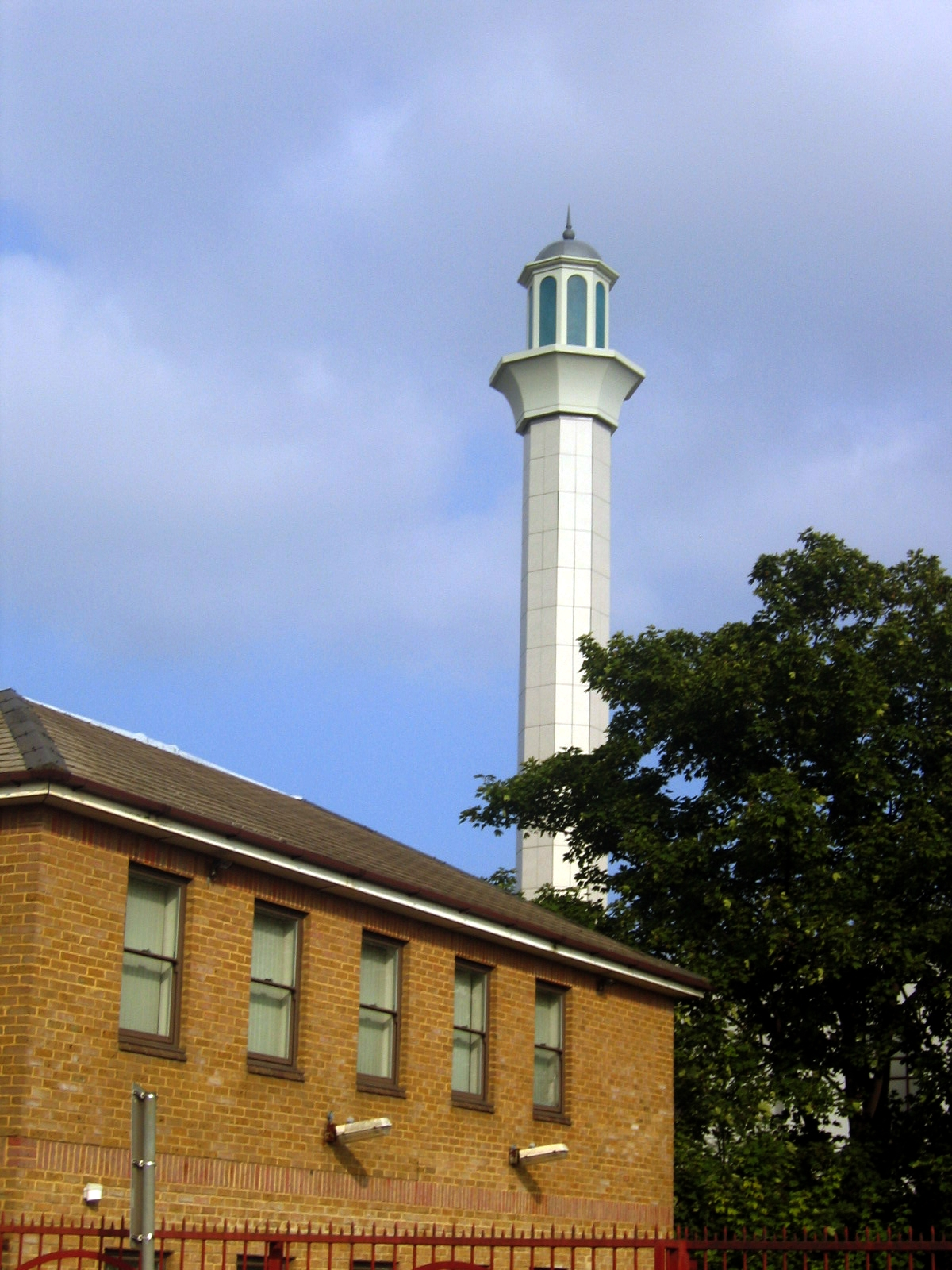
El alminar tiene una altura de 35 metros

## Enlaces
- Baitul Futuh (Official Website)